# Sjätte kolerapandemin
Den sjätte kolerapandemin var en pandemi av kolera som ägde rum mellan år 1899 till 1923.  Den är känd som den sjätte av flera kolerapandemier som ägde rum i Asien och Europa under 1800- och 1900-talet, och den föregicks av den femte kolerapandemin och följdes av den sjunde kolerapandemin. Den började i Indien och spred sig därifrån till Mellanöstern, Nordafrika, Ryssland och östra Europa. 

## Historik
Under första världskriget var Europa, särskilt dess östra och sydligare delar, skådeplatsen för utbredda koleraepidemier: redan hösten 1914 Ungern och Galizien och 1915 hela Österrike (32 231 fall).
Efter att en tid ha gått något tillbaka blossade epidemien åter upp hösten 1916, huvudsakligen i Ryssland (över 16 000 fall), och tycks sommaren 1921 där ha nått sin höjdpunkt (över 75 000 anmälda fall bara under juni och juli). Sedan 1922 har Ryssland varit fritt från kolera.